# Io vagabondo
 (juin 2025).
Si vous disposez d'ouvrages ou d'articles de référence ou si vous connaissez des sites web de qualité traitant du thème abordé ici, merci de compléter l'article en donnant les références utiles à sa vérifiabilité et en les liant à la section « Notes et références ».
Io vagabondo (Moi vagabond) est une chanson italienne écrite par Alberto Salerno. Le groupe Nomadi l'a interprétée pour la première fois en 1972 dans l'émission Un disco per l'estate (un disque pour l'été).
En Espagne la chanson est connue sous le nom Yo vagabundo.